# Veteranbåten
Veteranbåten är en tidning för svensk veteranbåtskultur utgiven av Veteranbåtsföreningen på Skeppsholmen i Stockholm.